# ماريو فرنانديز (سياسي)
ماريو فرنانديز (بالإسبانية: Mario Fernández Pelaz)‏ (و. 1943  م) هو سياسي، ومحامي، واقتصادي، ومصرفي إسباني، ولد في بلباو، هو عضوٌ في الحزب القومي الباسكي.